# Best of the Best 2
Pour les articles homonymes, voir Best of et Best of the Best (homonymie).
Série
Best of the Best
(1989) Best of the Best 3
(1995)
Pour plus de détails, voir Fiche technique et Distribution.
Best of the Best 2 est un film américain de Robert Radler sorti en 1993. C'est la suite de Best of the Best (1989). Il sera lui-même suivi de Best of the Best 3 (1996) et Best of the Best 4 (1998).

## Sypnosis
À Las Vegas, dans les entrailles d'une discothèque, une salle baptisée "Coliseum" abrite illégalement des combattants d'une rare violence. Véritable arène où tous les coups sont permis, elle accueille chaque soir des gladiateurs des temps modernes, qui se mesurent entre eux sous les yeux d'un public privilégiés. Brakus, maître et propriétaire des lieux, est un lutteur massif et expérimenté, qui accepte de remettre sa couronne en jeu face aux plus redoutables. Mais sa hargne meurtrière et ses coups bas ont déjà fait de nombreuses victimes. Parmi elles, Travis Brickley, ancien membre de l'équipe nationale de karaté, que ses deux amis Tommy Lee et Alex Grady ont décidé de venger.

## Fiche technique
- Titre original et français : Best of the Best 2
- Réalisation : Robert Radler
- Scénario : Max Strom et John Allen Nelson
- Musique : David Michael Frank
- Photographie : Fred Tammes
- Montage : Bert Lovitt et Florent Retz
- Production : Phillip Rhee
- Sociétés de production : The Movie Group et Picture Securities
- Société de distribution : 20th Century Fox
- Pays :  États-Unis
- Langue : anglais
- Format : Couleur - 35 mm - 1,85:1 - son Dolby SR
- Genre : Action, Drame
- Durée : 97 min.
- Dates de sortie : 
  - États-Unis 5 mars 1993
  - France : 14 juillet 1993
- Classification : Interdit aux moins de 16 ans

## Distribution
- Eric Roberts (VF : Richard Darbois) : Alexander Grady
- Phillip Rhee : Tommy Lee
- Edan Gross (VF : Boris Roatta) : Walter Grady
- Ralf Moeller (VF : Jean-Claude Sachot) : Brakus
- Wayne Newton : Weldon Gordon
- Chris Penn (VF : Marc Alfos) : Travis Brickley
- Sonny Landham (VF : Michel Vigné) : James
- Meg Foster : Sue MacCauley
- Betty Carvalho : Grandma
- Simon Rhee : Dae Han
- Claire Stansfield : Greta
- Frank Salsedo : Charlie

## SagaBest of the Best
- 1989 : Best of the Best de Robert Radler, avec Eric Roberts, Phillip Rhee et Chris Penn
- 1993 : Best of the Best 2 de Robert Radler, avec Eric Roberts, Phillip Rhee et Chris Penn
- 1996 : Best of the Best 3 (Best of the Best 3: No Turning Back) de Phillip Rhee avec Phillip Rhee, Christopher McDonald et Gina Gershon
- 1998 : Best of the Best 4 (Best of the Best 4: Without Warning) de Phillip Rhee avec Phillip Rhee, Ernie Hudson et Art LaFleur

## Autour du film
- Le film a été tourné à Los Angeles (Californie), Las Vegas (Nevada) et dans l'Arizona[1].
- C'est le dernier film de la saga avec l'équipe d'acteurs du premier film. Seul Phillip Rhee fera  partie des deux suivants, qu'il réalisera lui-même en scène.